# Шаріпово (Альменєвський округ)
Шарі́пово (рос. Шарипово) — село у складі Альменєвського округу Курганської області, Росія.
Населення — 371 особа (2010, 418 у 2002).
Національний склад станом на 2002 рік:
- башкири — 83 %